# Oekingen
Oekingen es una comuna suiza del cantón de Soleura, ubicada en el distrito de Wasseramt. Limita al norte con la comuna de Subingen, al este con Horriwil, al sur con Hersiwil y Halten, y al oeste con Kriegstetten y Derendingen.

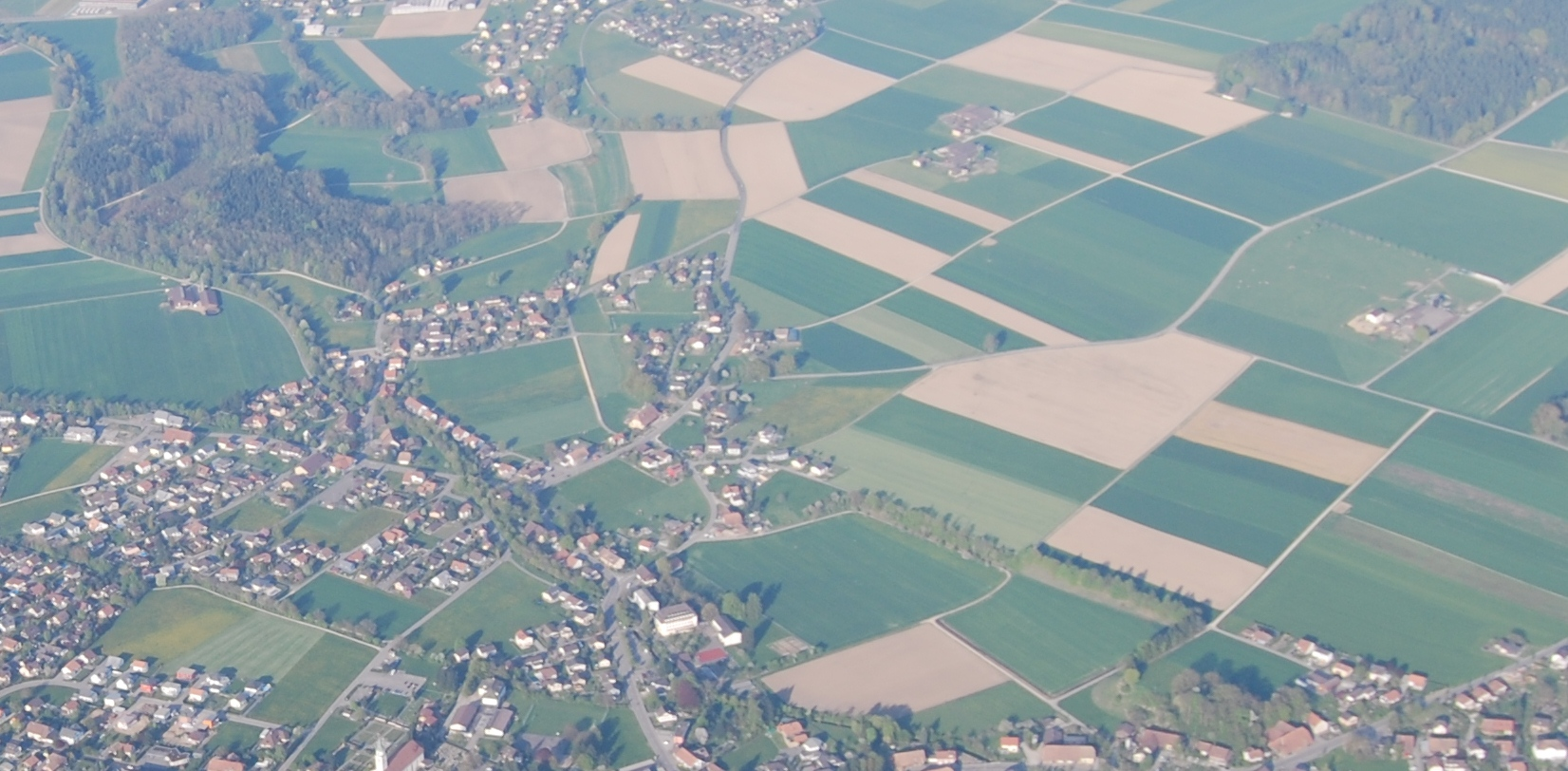
Oekingen